# Fahy-lès-Autrey
Fahy-lès-Autrey település Franciaországban, Haute-Saône megyében. Lakosainak száma 99 fő (2022. január 1.). Fahy-lès-Autrey Pouilly-sur-Vingeanne, Saint-Seine-sur-Vingeanne, Autrey-lès-Gray és Auvet-et-la-Chapelotte községekkel határos.

## Népesség
A település népességének változása:
| Lakosok száma | 110  | 116  | 118  | 112  | 108  | 104  | 100  | 98   | 99   |
|               | 2013 | 2015 | 2016 | 2017 | 2018 | 2019 | 2020 | 2021 | 2022 |